# هضبة التبت
هضبة التبت أو «هضبة الهيمالايا»  هضبة تشينغهاي- التبت أو «القطب الثالث للكرة الأرضية»  هي هضبة تقع في آسيا الوسطى في جنوب غرب الصين بالتبت معدل الارتفاع الذي يفوق 4000 فوق مستوى سطح البحر هي الأعلى من نوعها في العالم. يصفها الإنسان، عادة، بأنها أقرب بقعة على الأرض من الشمس. فالطريق المبني في مكانها أطلق عليه اسم «الطريق السماوي». وعليه اعتبرت سكة الحديد التي يجري بناؤها على قدم وساق، حاليا، طريقا من الحديد يفضي إلى «السماء».
تغطي معظم منطقة التبت ذاتية الحكم، شمال غرب يوننان، النصف الغربي من سيتشوان، جنوب قانسو وتشينغهاى المحافظات في غرب الصين، المناطق الهندية من لاداخ وLahaul وسبيتي (هيماشال براديش)، وكذلك بوتان. يمتد لمسافة 1000 كيلومتر (620 ميل) من الشمال إلى الجنوب و2500 كيلومتر (1600 ميل) من الشرق إلى الغرب. وتصنف إنها أعلى وأكبر هضبة في العالم، وتبلغ مساحتها 2.500.000 كيلومتر مربع (970.000 ميل مربع) (حوالي خمسة أضعاف مساحة متروبوليتان فرنسا). [4]مع متوسط ارتفاع يتجاوز 4500 متر (14800 قدم) ومحاط بسلاسل جبلية مهيبة تؤوي أعلى قمتين في العالم، جبل إفرست وK2 ، غالبًا ما يشار إلى هضبة التبت باسم «سقف العالم».

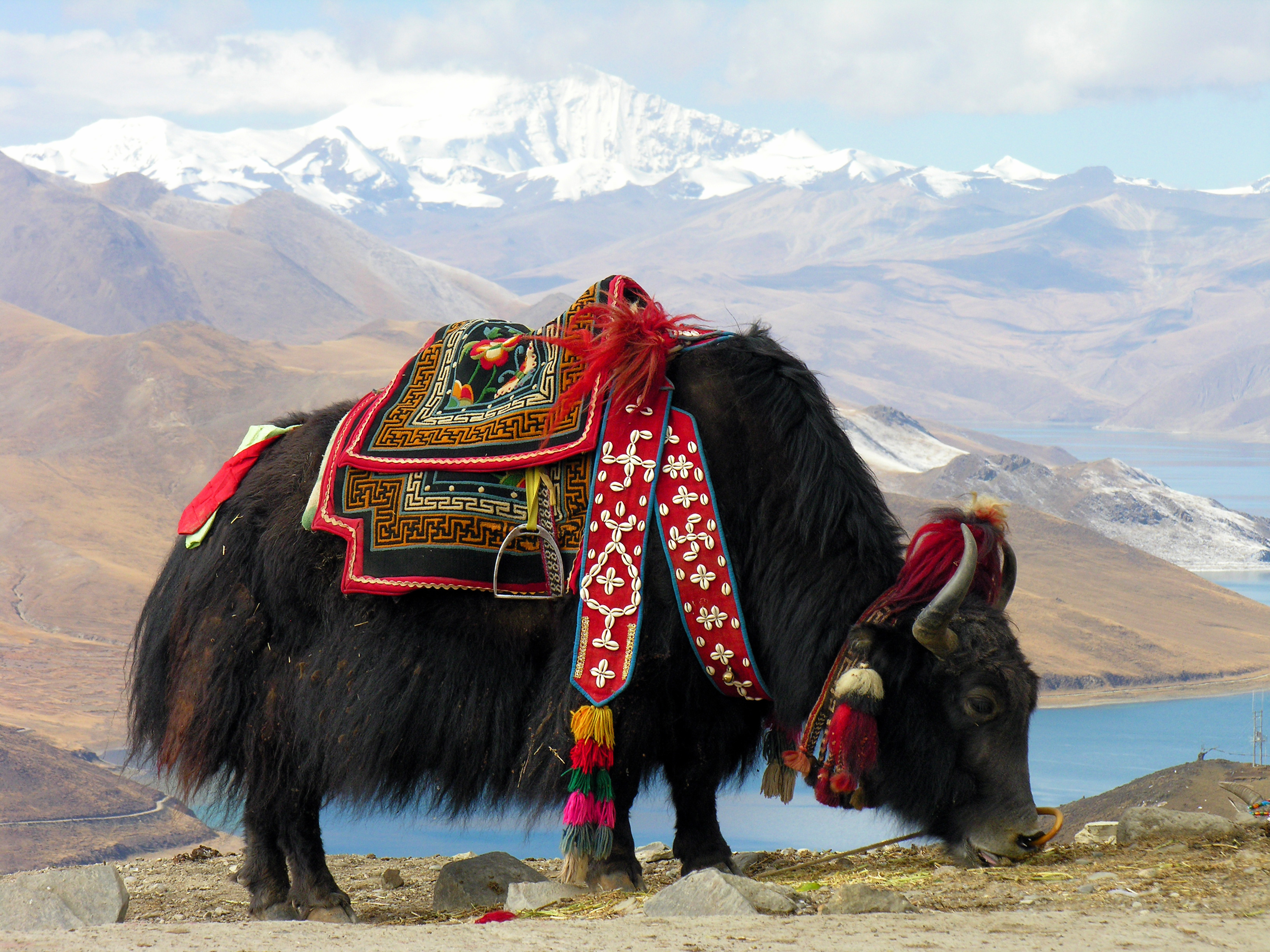
القطاس أو «الياك» بالقرب من بحيرة يامدروك في هضبة التبت، الصين. عرضت الصورة في معرض صغير في ستوكهولم، في الأسبوع العالمي للمياه، لزيادة الوعي حول تغير المناخ في جبال الهيمالايا العنوان الأصلي كان: («التبت 5812»).

## وصف
هضبة التبت تحتوي على منابع أحواض الصرف لمعظم التيارات في المناطق المحيطة بها. تعمل عشرات الآلاف من الأنهار الجليدية وغيرها من السمات الجغرافية والبيئية بمثابة «برج مياه» يخزن المياه ويحافظ على التدفق. يطلق عليه أحيانًا القطب الثالث نظرًا لاحتواء حقول الجليد فيه على أكبر احتياطي من المياه العذبة خارج المناطق القطبية. إن تأثير الاحتباس الحراري على هضبة التبت له أهمية علمية مكثفة.
هضبة التبت محاطة بسلاسل جبلية ضخمة من أعالي جبال آسيا. يحدها الهضبة إلى الجنوب من قبل مجموعة الهيمالايا الداخلي، وإلى الشمال من جبال كونلون، التي تفصلها عن حوض تاريم، وإلى الشمال الشرقي من جبال كيليان، التي تفصل بين هضبة ممر خشى وصحراء غوبي. إلى الشرق والجنوب الشرقي من هضبة، يؤدي الطريق إلى غابات الخانق والتلال الجغرافيا من منابع جبلية في سالوين، الميكونغ، واليانغتسى الأنهار في شمال غرب يوننانوغرب سيتشوان (جبال هنغدوان). في الغرب، يحتضن منحنى سلسلة جبال كاراكورام الوعرة في شمال كشمير الهضبة. ونهر السند ينشأ في غرب هضبة التبت في محيط بحيرة Manasarovar .
الهضبة عبارة عن سهول قاحلة عالية الارتفاع تتخللها سلاسل جبلية وبحيرات كبيرة معتدلة الملوحة. يتراوح هطول الأمطار السنوي من 100 إلى 300 ملم (3.9 إلى 11.8 بوصة)، ويسقط بشكل رئيسي على شكل بَرَد (صقيع). تحتوي الحواف الجنوبية والشرقية من السهول على أراضي عشبية يمكنها دعم مجموعات الرعاة الرحل بشكل مستدام. بالانتقال إلى الشمال والشمال الغربي، تصبح الهضبة أعلى تدريجياً وأكثر برودة وجفافًا، حتى تصل إلى منطقة تشانغتانغ النائية المنطقة في الجزء الشمالي الغربي من الهضبة. هنا يتجاوز متوسط الارتفاع 5000 متر (16000 قدم) ويمكن أن تنخفض درجات الحرارة في الشتاء إلى -40 درجة مئوية (-40 درجة فهرنهايت). نتيجة لهذه البيئة القاسية للغاية، تعد منطقة Changthang (مع منطقة Kekexili المجاورة) أقل المناطق اكتظاظًا بالسكان في آسيا وثالث أقل المناطق اكتظاظًا بالسكان في العالم بعد القارة القطبية الجنوبية وشمال جرينلاند.
تدعم هضبة التبت مجموعة متنوعة من النظم البيئية، يصنف معظمها على أنها أراضٍ عشبية جبلية. بينما تتميز أجزاء من الهضبة ببيئة شبيهة بالتندرا الألبية، تتميز المناطق الأخرى بالشجيرات والغابات المتأثرة بالرياح الموسمية. ينخفض تنوع الأنواع بشكل عام على الهضبة بسبب الارتفاع وانخفاض هطول الأمطار. هضبة التبت تستضيف الذئب التبت، [10] وأنواع من: سنو ليوبارد، الياك البرية، حمار وحشي، والرافعات، والنسور والصقور والإوز، والثعابين، وجاموس الماء. أحد الحيوانات البارزة هو عنكبوت القفز على ارتفاعات عالية يمكن أن يعيش على ارتفاعات تزيد عن 6500 متر (21300 قدم).

## التضاريس
- تكونت هضبة التبت متأثرة بالحركات التكتونية وعوامل التعرية مثل:(الثلوج - سقوط الأمطار - الحرارة. إلخ).
- تعتبر هضبة التبت من أضخم هضاب العالم.
- يتكون فوق القمم الجبلية العالية الثلوج، وأيضا هناك انهار تتجه إلى الصين والهند مثل (براهمابوترا).[4]

## الجغرافيا والمناخ
بسبب ارتفاع الهضبة؛ فإن مناخها يتميز بالبرودة وقلة الأكسجين، لذلك نرى الجبال مغطاة بالثلوج. تحتوي الهضبة على مناظر طبيعية ومراعي شاسعة وجبال عالية، لذلك كانت البيئة تسمح بانتشار أنواع من الحيوانات البرية والطيور. كما تعتبر انهار هضبة التبت هي المصدر الذي يعتمد عليه حوالي 46٪ من سكان العالم.

## السكان
البيئة الطبيعية وسطح الأرض عوامل تؤثر على الاستيطان البشري، لذلك مناخ هضبة التبت له علاقة بكثافة السكان؛ على الرغم من إنها تعتبر ثاني أكبر المقاطعات من حيث المساحة، إلا إنها تعتبر أقل المقاطعات سكانا وهذا بسبب مناخ المنطقة.

## معلومات عن هضبة التبت
- يعيش سكان التبت على ارتفاعات عالية عن سطح الأرض، لذلك يصعب عليهم التنقل بسهولة.
- تسيطر على المنطقة (الثقافة التبتية القديمة - معتقدات بوذية).
- هضبة التبت من الهضاب الجافة، ولكن على الرغم من ذلك فهي تعد مصدر مهم للأنهار التي توجد في قارة آسيا.
- جبال الهيمالايا تحد هضبة التبت من الجهة الجنوبية الغربية.
- يعمل شعب التبت في الزراعة والرعي.[4][4][5]

## الطيران
الطائرات لا يمكنها أن تحلق فوق هضبة التبت، ولقد عرفنا أن هضبة التبت شاهقة الارتفاع، لذلك سميت بسقف العالم، حيث بلغ ارتفاعها حوالي 13 ألف قدم تقريبا، ويرجع هذا إلى عدة أسباب منها:
- إن ذلك يهدد سلامة وأمن الطائرة والركاب.
- يمكن أن يحدث خلل في الضغط، لذلك ينبغي على الطيار أن ينخفض لتوازن الطائرة، وهذا مستحيل في مناطق جبلية.
- تشترط قواعد الطيران على الطيار أن ينخفض للتمكن من التنفس، حيث يصعب التنفس في المناطق المرتفعة.
- إذا ارتفعت الطائرة إلى الأعلى، هناك إمكانية حدوث تصادم بين الطائرة والجبال.
- هذه المنطقة بها الكثير من الجبال مثل قمة جبل افريست الذي يقع على الحدود بين النيبال والتبت، لذلك لا يوجد مناطق مخصصة للهبوط في حالات الطوارئ.
- كما أن قلة السكان تعتبر عامل من عوامل عدم تحليق الطائرات، لأنها تعتبر مناطق شبه معدومة من السكان.[6]